# 58345 Moomintroll
58345 Moomintroll este o planetă minoră (asteroid) din centura de asteroizi. A fost descoperită pe 7 februarie 1995 la Observatorul Siding Spring de David J. Asher⁠(d) și a fost numită după Mumintrollet⁠(d). 
Obiectul prezintă o orbită caracterizată de o semiaxă mare de 1,9295431381082 UAi, o excentricitate de 0,04, o înclinație de 17,571 ° în raport cu ecliptica.